# Maratus personatus
Maratus personatus es una especie de araña araneomorfa de la familia Salticidae.

## Etimología
El nombre específico personatus viene del latín y significa «enmascarado» haciendo alusión a la máscara que presentan los machos.

## Distribución geográfica
Esta especie se encuentra en el estado de Australia Occidental, en Australia.

## Descripción
Existe dimorfismo sxual, diferenciándose ambos sexos por la presencia de una prominente «máscara» de escamas azules en los machos. Esta «máscara» es exclusiva de esta especie, sirviendo como el principal rasgo diferenciador con otros miembros del mismo género.
A diferencia de la mayoría de las especies de Maratus, los machos de M. personatus no muestran su opistosoma dorsal durante el cortejo, pero la estructura del pedipalpo del macho y el epigino de la hembra así como la presencia de una placa opistosoma dorsal permiten la inclusión de esta especie en dicho género.

## Taxonomía
Fue descubierta hace alrededor de 20 años por el naturalista David Knowles en el interior del oeste australiano. Sin embargo no fue descrita formalmente hasta 2015 en un estudio publicado en la revista Peckhamia.
Publicación original
- Otto, J. C.; Hill, D. E. (28 de julio de 2015). «Maratus personatus, a masked peacock spider from Cape Riche, Western Australia (Araneae: Salticidae: Euophryinae)». Peckhamia 127 (1): 1-30.